# التره ایل کوله
التره ایل کوله (به ایتالیایی: Oltre il Colle) یک کومونه در ایتالیا است که در استان برگامو واقع شده‌است. التره ایل کوله ۳۲٫۴ کیلومتر مربع مساحت و ۱٬۱۱۴ نفر جمعیت دارد و ۱٬۰۳۰ متر بالاتر از سطح دریا واقع شده‌است.